# Świadkowie Jehowy w Trynidadzie i Tobago

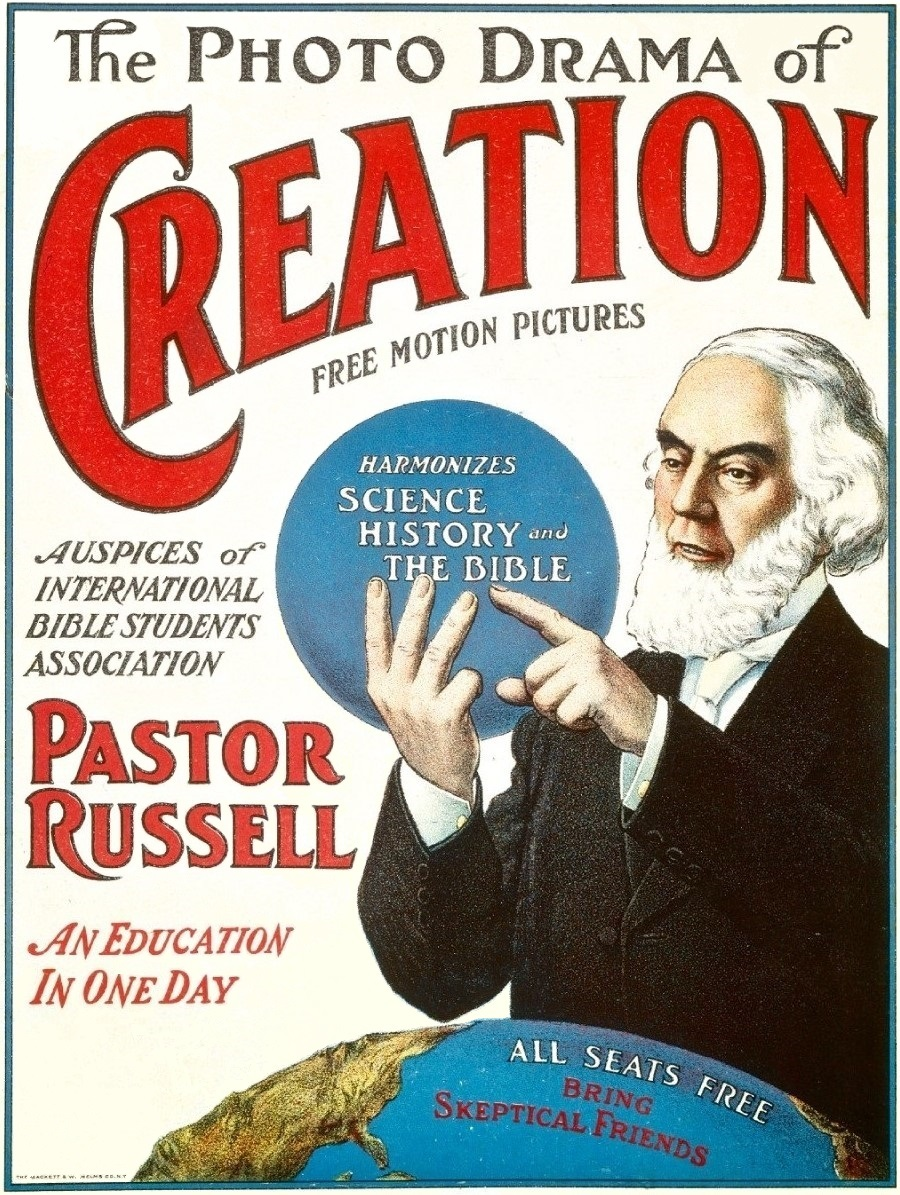
W roku 1922 rozpoczęto na wyspach wyświetlanie Fotodramy stworzenia

Świadkowie Jehowy w Trynidadzie i Tobago – społeczność wyznaniowa w Trynidadzie i Tobago, należąca do ogólnoświatowej wspólnoty Świadków Jehowy, licząca w 2023 roku 10 529 głosicieli, należących do 130 zborów. Na dorocznej uroczystości Wieczerzy Pańskiej w 2023 roku zgromadziło się 26 040 osób (ok. 2% mieszkańców). Działalność miejscowych i Świadków Jehowy z Gujany koordynuje Biuro Oddziału w Curepe, na przedmieściach Port-of-Spain.

## Historia
Działalność na wyspach rozpoczęli w roku 1914 zagraniczni wyznawcy, m.in. Evander Joel Coward ze Stanów Zjednoczonych, a później William R. Brown z Jamajki. Wkrótce dołączyli do nich John Mills (ur. 1888) oraz jego przyszła żona Constance Farmer. Na początku lat 20. XX wieku zorganizowano pierwszą grupę wyznawców i otworzono Biuro Oddziału. W 1922 roku George Young współwyznawca z Kanady rozpoczął wyświetlanie Fotodramy stworzenia.
W roku 1932 otwarto nowe Biuro Oddziału, nadzorujące również działalność na Grenadzie i na Dominice. W tym samym roku zorganizowano pierwszy kongres. W roku 1936 gubernator Trynidadu pod wpływem duchownych wprowadził zakaz rozpowszechniania publikacji tego wyznania oraz Biblii. W roku 1940 otwarto pierwszą Salę Królestwa. We wrześniu 1942 roku w Princes Town zorganizowano kongres pod hasłem „Nowy świat”; uczestniczyło w nim 371 osób. Głosiciele z miejscowości Tunapuna wykorzystywali samochód z megafonami, którym docierali do odległych zakątków Trynidadu. W roku 1945 tutejsze władze unieważniły wcześniejszy zakaz rozpowszechniania publikacji religijnych.
W roku 1946 przybyli pierwsi misjonarze Szkoły Gilead. Dwa lata później zorganizowano kongres z udziałem ponad 3600 obecnych. Na początku lat 50. XX wieku misjonarze korzystali z 18-metrowego szkunera Sibia, który później został zastąpiony większą łodzią — Light, by rozpowszechniać religię w różnych częściach wysp. W tamtych latach kraj kilkakrotnie odwiedzali przedstawiciele Biura Głównego Towarzystwa Strażnica.
W roku 1985 rozbudowano Biuro Oddziału. Na początku lat 90. XX wieku, by zaspokoić potrzeby rosnącej liczby wyznawców, powiększono lub wybudowano nowe Sale Królestwa. W 1994 roku otwarto Salę Zgromadzeń na Trynidadzie. We wrześniu 2001 roku oddano do użytku rozbudowane Biuro Oddziału w Curepe, na przedmieściach Port-of-Spain. W 2007 roku w dorocznej uroczystości Wieczerzy Pańskiej uczestniczył zaproszony prezydent kraju – George Maxwell Richards. W grudniu 2009 roku w stolicy odbył się kongres międzynarodowy pod hasłem „Czuwajcie!”, z udziałem delegatów z 20 krajów, w tym większość z wysp karaibskich oraz z Surinamu, z Wenezueli i ze Stanów Zjednoczonych. W roku 2011 zanotowano liczbę 9291 głosicieli, a na Pamiątce zebrały się 25 423 osoby (ok. 2% mieszkańców). Liczbę 10 tysięcy głosicieli przekroczono w 2018 roku. We wrześniu 2021 roku wydano filmy w języku migowym używanym w Trynidadzie i Tobago, filmy ukazały się też w języku kreolskim używanym na Trynidadzie. W 2024 roku delegacje z Trynidadu i Tobago brały udział w kongresach specjalnych pod hasłem „Głośmy dobrą nowinę!” w Chile, Stanach Zjednoczonych i Szwajcarii.